# Argomento della bellezza
L'argomento della bellezza (detto anche argomento estetico) è un argomento utilizzato per dimostrare l'esistenza di un regno delle idee immateriali o, più comunemente, per l'esistenza di Dio. Approssimativamente, esso afferma che l'eleganza delle leggi della fisica o le leggi eleganti della matematica è la prova di una divinità creatrice che ha organizzato queste cose in modo che siano belle (esteticamente gradevoli e anche "buone", stando alla kalokagathia greca.
Platone sostenne che esiste un piano trascendente nel quale risiedono le idee astratte e universali, che sono più perfetti dei loro esempi nel mondo reale. I filosofi successivi collegarono questo piano all'idea di bontà, bellezza, all’Uno plotiniano nel quale ogni idea è tutte le altre, e poi anche al Dio cristiano.
Nel corso dei secoli, vari osservatori hanno dichiarato che l'esperienza della bellezza è la prova dell'esistenza di un Dio universale. A seconda dell'autore, ciò poteva includere cose artificialmente belle come la musica o l'arte, le bellezze naturali come i paesaggi o i corpi astronomici ovvero l'eleganza di idee astratte come le leggi della matematica e della fisica.
Il più noto difensore dell'argomento estetico è Richard Swinburne.

## Storia dell'argomento dagli universali platonici
L'argomento della bellezza ha due aspetti. Il primo è connesso con l'esistenza indipendente di ciò che i filosofi chiamano "universale". Platone sosteneva che gli esempi particolari, come nel caso di un cerchio, non sono tutti all'altezza del perfetto esemplare di un cerchio che esiste al di fuori del regno dei sensi come Idea eterna. La bellezza per Platone è un tipo di universale particolarmente importante. La bellezza perfetta esiste solo nella forma eterna della bellezza. Per Platone l'argomento secondi cui esiste un'idea atemporale di bellezza non riguarda tanto l'esistenza degli dei (Platone non era un monoteista), quanto piuttosto se esiste un regno immateriale indipendente e superiore al mondo imperfetto dei sensi.
Più tardi pensatori greci come Plotino (c. 204/5–270 d.C.) ampliarono l'argomento di Platone per sostenere l'esistenza di un "Uno" totalmente trascendente, che non contiene parti. Plotino identificò questo "Uno" con il concetto di "Bene" e di "Bellezza", nonché come principio del bene e del bello.
Il Dio cristiano non è tuttavia l’Uno plotiniano. Plotino, infatti, poneva l’Uno al di là dell’Essere (una delle ipostasi, che è pensiero di essere e essere di pensiero), laddove invece nel Cristianesimo l'Essere (più propriamente, in sant'Agostino l'Essenza) è identificato col Bene e col Bello, ed è Dio stesso. Tuttavia, il Cristianesimo fece propria l'identità neoplatonica fra bello e bene in un qualche principio primo (Dio-Essenza anziché l'Uno) e la vide come un argomento robusto a favore dell'esistenza di un Dio supremo All'inizio del V secolo, ad esempio, Agostino d'Ippona discusse delle molte cose belle della natura e si chiese: "Chi ha creato queste belle cose mutevoli, se non uno che è bello e immutabile?" Questo secondo aspetto è ciò che la maggior parte delle persone oggi intende come l'argomento della bellezza.

## Richard Swinburne
Il filosofo della religione britannico contemporaneo Richard Swinburne, noto per le argomentazioni filosofiche sull'esistenza di Dio, sostiene una variante dell'argomento dalla bellezza:
(Richard Swinburne, The Existence of God)

## L'arte, una scala verso Dio
L'invocazione più frequente dell'argomento della bellezza oggi riguarda l'esperienza estetica che si ottiene dalla grande letteratura, musica o arte. Nella sala da concerto o nel museo ci si può facilmente sentire portati via dalla banalità. Per molte persone questo sentimento di trascendenza si avvicina con intensità al senso del sacro. È un luogo comune considerare le sale da concerto e i musei come le cattedrali dell'età moderna perché sembrano trasporre la bellezza in significato e trascendenza.
Dostoevskij era un sostenitore della natura trascendente della bellezza. La sua enigmatica affermazione: "La bellezza salverà il mondo" è spesso citata. Aleksandr Solzhenitsyn nella sua conferenza per il Premio Nobel per la Letteratura rifletté su questa frase:
(Aleksandr Solzhenitsyn, Beauty Will Save the World: The Nobel Lecture on Literature, 1970)

## Basi filosofiche della scienza e della matematica
Il ruolo esatto della bellezza nella matematica e nelle scienze è al centro di un acceso dibattito della filosofia della matematica. L'argomento della bellezza nella scienza e nella matematica è un argomento a favore del realismo filosofico che si oppone al nominalismo. Il dibattito ruota attorno alla domanda: "Cose come le leggi scientifiche, i numeri e gli insiemi hanno un'esistenza 'reale' indipendente al di fuori delle menti umane individuali?". L'argomento è piuttosto complesso e ancora lontano dall'essere risolto.
Scienziati e filosofi spesso si meravigliano della congruenza tra natura e matematica. Nel 1960 il fisico e matematico premio Nobel Eugene Wigner scrisse un articolo intitolato The Unreasonable Effectiveness of Mathematics in the Natural Sciences ("L'irragionevole efficacia della matematica nelle scienze naturali"). Egli sottolineò che "l'enorme utilità della matematica nelle scienze naturali è qualcosa che rasenta il misterioso e che non esiste una spiegazione razionale per questo". Nell'applicare la matematica alla comprensione del mondo naturale, gli scienziati utilizzano spesso criteri estetici che sembrano lontani dalla scienza. Albert Einstein una volta disse che "le uniche teorie fisiche che siamo disposti ad accettare sono quelle belle". Al contrario, la bellezza a volte può essere fuorviante: Thomas Huxley scrisse che "la scienza è il buon senso organizzato, dove molte belle teorie sono state uccise da un fatto brutto".
Quando sviluppano ipotesi, gli scienziati usano la bellezza e l'eleganza come preziosi criteri selettivi. Più una teoria è bella, più è probabile che sia vera. Il fisico matematico Hermann Weyl disse con evidente divertimento: "il mio lavoro ha sempre cercato di unire il vero con il bello e quando dovevo scegliere l'uno o l'altro, di solito sceglievo il bello". Il fisico quantistico Werner Heisenberg scrisse ad Einstein: "Puoi obiettare che parlando di semplicità e bellezza sto introducendo criteri estetici di verità, e ammetto francamente di essere fortemente attratto dalla semplicità e dalla bellezza degli schemi matematici che la natura ci presenta".
I postulati di semplicità e di uniformità sono a fondamento della scienza galileiano-newtoniana, e rispondono anche ad un criterio di bellezza-eleganza, appartenendo al bello ciò che è semplice e uniforme.
Se bello e buono coincidono, l'argomento estetico si ricollega al principio antropico, nel senso che la bellezza delle leggi della matematica e fisica (argomento estetico) corrisponde alla loro bontà per la vita umana (principio antropico). Entrambi concorrono a dimostrare l'esistenza di idee immateriali o direttamente di Dio.

## Critiche
L'argomento implica che la bellezza sia qualcosa di immateriale invece di essere una risposta neurologica soggettiva a degli stimoli sensoriali. A partire da Immanuel Kant in poi, i filosofi sostengono sempre più che la bellezza è un artefatto delle menti umane individuali, riferite ala soggettività trascendentale che rende possibile un piacere universale, immediato e necessario chiamato bellezza. Secondo questa prospettiva, un tramonto 'bello' è di per sé esteticamente neutro. È la nostra risposta cognitiva che lo interpreta come "bello". Altri sosterrebbero che questa risposta cognitiva è stata sviluppata attraverso lo sviluppo evolutivo del cervello e la sua esposizione a stimoli particolari nel corso di lunghi periodi. Altri indicano l'esistenza del male e vari tipi di bruttezza come invalidanti l'argomento. Joseph McCabe, uno scrittore di libero pensiero dell'inizio del XX secolo, mise in dubbio l'argomento in ‘’The Existence of God’’, quando chiese se Dio ha creato anche i microbi parassiti.
Nel suo libro intitolato L'illusione di Dio, Richard Dawkins descrive l'argomento in questi termini:
(Dawkins, Richard, The God Delusion)
Bertrand Russell non ebbe problemi nello scorgere la bellezza nella matematica, ma non la vide come un argomento valido per asserire l'esistenza di Dio. In The Study of Mathematics scrisse:
(Russell, Bertrand (1919). "The Study of Mathematics". Mysticism and Logic: And Other Essays’)
Tuttavia, scrisse anche: "la mia conclusione è che non c'è motivo di credere a nessuno dei dogmi della teologia tradizionale e, inoltre, che non c'è motivo di desiderare che fossero veri. L'uomo, in quanto non è soggetto alle forze naturali, è libero di elaborare il proprio destino. La responsabilità è sua, così come l'opportunità".
Henry Louis Mencken affermò che gli esseri umani hanno creato cose di maggiore bellezza: “tralascio anche i congegni relativamente rozzi di questo Creatore nel campo estetico, in cui è stato di gran lunga superato dall'uomo, come, ad esempio, per abilità di progettazione, per complessità o per bellezza, [come ne]i suoni di un'orchestra".